# Райх, Кристиан
Кристиан Райх (нем. Christian Reich; 2 сентября 1967, Арау, Швейцария) — швейцарский бобслеист, выступавший за сборную Швейцарии с конца 1980-х по начало 2000-х годов. Принимал участие в четырёх зимних Олимпиадах, наиболее успешными из которых для него оказались игры в Солт-Лейк-Сити 2002 года, где спортсмен удостоился серебряной награды за соревнования двоек, выступая в паре со Стивом Андерхубом. Во время заезда швейцарцы уступили титулованным немецким бобслеистам Кристофу Лангену и Маркусу Циммерману лишь девять сотых секунды.
Кристиан Райх четыре раза получал подиум чемпионатов мира, в его послужном списке одна серебряная медаль (двойки: 1989) и три бронзовые (двойки: 2000, четвёрки: 2000, 2001). Кроме того, Райх является обладателем Кубка мира по итогам сезона 1999—2000 (в двойках).